# حديقة ديزني لاند (باريس)
ديزني لاند بارك (بالفرنسية: Parc Disneyland)، والذي كان بالأصل يورو ديزني لاند هو أول المنتزهات الّتي بُنيت في ديزني لاند باريس، في حيّ مارن لا فاليه في فرنسا. افتتح في 12 أبريل من عام 1992م. صممها وبناها والت ديزني الابتكاري، وتتشابه في تخطيطها وجاذبيتها لحديقة ديزني لاند في كاليفورنيا وماجيك كيندوم في عالم والت ديزني في بحيرة باي في ولاية فلوريدا. تغطي 56.656 هكتار (140 فدانا) وتعد أكبر حديقة ديزني على الإطلاق، وهي مخصصه لحكايات وشخصيات ديزني.
في عام 2016، استضافت حديقة ديزني قُرابة (مليون10.43) زائر، لذلك تعد من أكثر المنتزهات زيارة في أوروبا، ومن سادس المنتزهات الأكثر زيارة في العالم.
ينوب حديقة ديزني لو شاتو دي لو بيلي الأفريقي، وهي نسخه مطابقة عن قلعة حكاية شهدت عام 1959م في فيلم ديزني للرسوم المتحركة (الجمال النائم).

## تاريخها
أُجريت التعديلات على مفاهيم الحديقة وتصاميمها بهدف أن تكون مختفلة وغير مُطابقة للأصل. ومن بين التغييرات كان تغيير أرض الغد إلى أرض الاستكشاف وذلك بإعطاء مساحة أوسع لسمة المستقبلية. وشملت التغيرات عناصر أُخرى مثل البيت المسكون والتي أعيد تصميمها لتكون مثل فانتوم مانور في ديزني لاند باريس.
أثار موقع الحديقة تحدياته الخاصة. قال مصممو قلعة الجميلة النائمة إنه كان ضروريًا إعادة تقييم الموقع من أجل أن تكون أرضية تقف عليها القلاع الأصلية. وأيضًا أُجريت التعديلات على الحديقة لحمايتها من تغيرات الطقس والمناخ الباريسي. الممرات المغطاة تشير إلى إضافة «أروقة»، وأمر مايكل ايزنر بتركيب 35 مواقدًا في الفنادق والمطاعم.
فشلت في البداية الحديقة وكذلك المجمع المحيط بها، في دفع التوقعات المالية، مما أدى إلى تغيير اسم كلمة «اليورو» وتم التخلص من العديد من الأسماء، بما في ذلك اليورو ديزني لاند. كانت تعرف الحديقة بيورو ديزني لاند حتى مايو عام 1994م، وبيورو ديزني لاند باريس حتى شهر سبتمبر من عام 1994م، وديزني لاند باريس حتى شهر فبراير من عام 2002م، وحديقة ديزني لاند (بالإنجليزي أو بالفرنسي) منذ شهر مارس من عام 2002م.
كما أشار مايكل ازنر مثل الأمريكيين بان كلمة «اليورو» تعني براقة أو مثيرة، اما بالنسبة للأوروبيين فهي عباره عن مصطلح يرتبط مع رجال الأعمال، والعملة، والتجارة. إعادة تسمية حديقة "ديزني لاند باريس" كانت وسيلة لتتطابق مع واحدة من أكثر مدن العالم رومنسية واثارة".

## أراضيها
تنقسم حديقة ديزني لاند إلى خمسة أراضي موضوعية، والّتي تضم 49 من المعالم الجذابة. صممت مثل العجلة الموجودة في مركز بلازا. وتحدث لو شاتو دي لو بيلي الأفريقي عن طرق عبور 140 فدان (57 هكتار) من الحديقة والتي تؤدي إلى الأراضي. يبلغ تباعد السكك الحديدية مقدار 3 قدم (914 ملم) ويمتد على طول محيط الحديقة، ويتوقف في الشارع الرئيسي من الولايات المتحدة الأمريكية، فرونت لاند، فانتازيا وديسكفر لاند.
الأراضي هي:
- الشارع الرئيسي، الولايات المتحدة الأمريكية.
- فرونتيرلاند.
- أرض المغامرات.
- أرض الفانتازيا.
- أرض الاستكشاف.

## روابط خارجية
- حديقة ديزني لاند على موقع IMDb (الإنجليزية)